# Todd Lichti
Todd Samuel Lichti (Walnut Creek, 8 gennaio 1967) è un ex cestista statunitense, professionista nella NBA e in Australia.

## Carriera
È stato selezionato dai Denver Nuggets al primo giro del Draft NBA 1989 (15ª scelta assoluta).

## Statistiche

### College
| Anno      | Squadra           | PG  | PT | MP   | TC%  | 3P%  | TL%  | RP  | AP  | PRP | SP  | PP   |
| --------- | ----------------- | --- | -- | ---- | ---- | ---- | ---- | --- | --- | --- | --- | ---- |
| 1985-1986 | Stanford Cardinal | 30  | 25 | 29,2 | 53,3 | -    | 81,4 | 4,7 | 1,3 | 1,6 | 0,1 | 17,2 |
| 1986-1987 | Stanford Cardinal | 28  | 28 | 34,8 | 51,7 | 47,6 | 80,9 | 5,7 | 2,5 | 1,3 | 0,3 | 17,6 |
| 1987-1988 | Stanford Cardinal | 33  | -  | 34,5 | 54,7 | 51,7 | 87,9 | 5,6 | 2,8 | 1,2 | 0,3 | 20,1 |
| 1988-1989 | Stanford Cardinal | 33  | 33 | 33,8 | 54,9 | 43,4 | 85,0 | 5,0 | 3,2 | 1,0 | 0,2 | 20,1 |
| Carriera  | Carriera          | 124 | 86 | 33,1 | 53,8 | 47,7 | 84,0 | 5,3 | 2,5 | 1,3 | 0,2 | 18,8 |

### NBA

#### Regular Season
| Anno      | Squadra        | PG  | PT | MP   | TC%  | 3P%  | TL%  | RP  | AP  | PRP | SP  | PP   |
| --------- | -------------- | --- | -- | ---- | ---- | ---- | ---- | --- | --- | --- | --- | ---- |
| 1989-1990 | Denver Nuggets | 79  | 4  | 16,8 | 48,6 | 0,0  | 74,7 | 1,9 | 1,5 | 0,7 | 0,2 | 8,0  |
| 1990-1991 | Denver Nuggets | 29  | 25 | 29,7 | 43,9 | 29,8 | 85,5 | 3,9 | 2,5 | 1,6 | 0,3 | 14,0 |
| 1991-1992 | Denver Nuggets | 68  | 10 | 17,3 | 46,0 | 11,1 | 83,9 | 1,7 | 1,1 | 0,6 | 0,2 | 6,6  |
| 1992-1993 | Denver Nuggets | 48  | 12 | 15,7 | 44,9 | 33,3 | 79,4 | 2,1 | 1,1 | 0,6 | 0,2 | 6,9  |
| 1993-1994 | Orlando Magic  | 4   | 0  | 5,0  | 44,4 | -    | -    | 1,0 | 0,5 | 0,5 | 0,0 | 2,0  |
| 1993-1994 | G.S. Warriors  | 5   | 0  | 11,6 | 35,7 | 100  | 81,8 | 2,0 | 0,6 | 0,0 | 0,0 | 6,2  |
| 1993-1994 | Boston Celtics | 4   | 0  | 12,0 | 42,9 | -    | 50,0 | 2,0 | 1,5 | 1,3 | 0,3 | 4,8  |
| Carriera  | Carriera       | 237 | 51 | 17,9 | 46,0 | 24,4 | 78,9 | 2,1 | 1,4 | 0,8 | 0,2 | 7,9  |

#### Playoffs
| Anno     | Squadra        | PG | PT | MP   | TC%  | 3P% | TL%  | RP  | AP  | PRP | SP  | PP   |
| -------- | -------------- | -- | -- | ---- | ---- | --- | ---- | --- | --- | --- | --- | ---- |
| 1990     | Denver Nuggets | 3  | 0  | 23,3 | 51,7 | 0,0 | 73,7 | 6,0 | 3,0 | 0,3 | 0,0 | 14,7 |
| Carriera | Carriera       | 3  | 0  | 23,3 | 51,7 | 0,0 | 73,7 | 6,0 | 3,0 | 0,3 | 0,0 | 14,7 |

## Palmarès
- NCAA AP All-America Third Team (1989)